# Zamek Chojnik

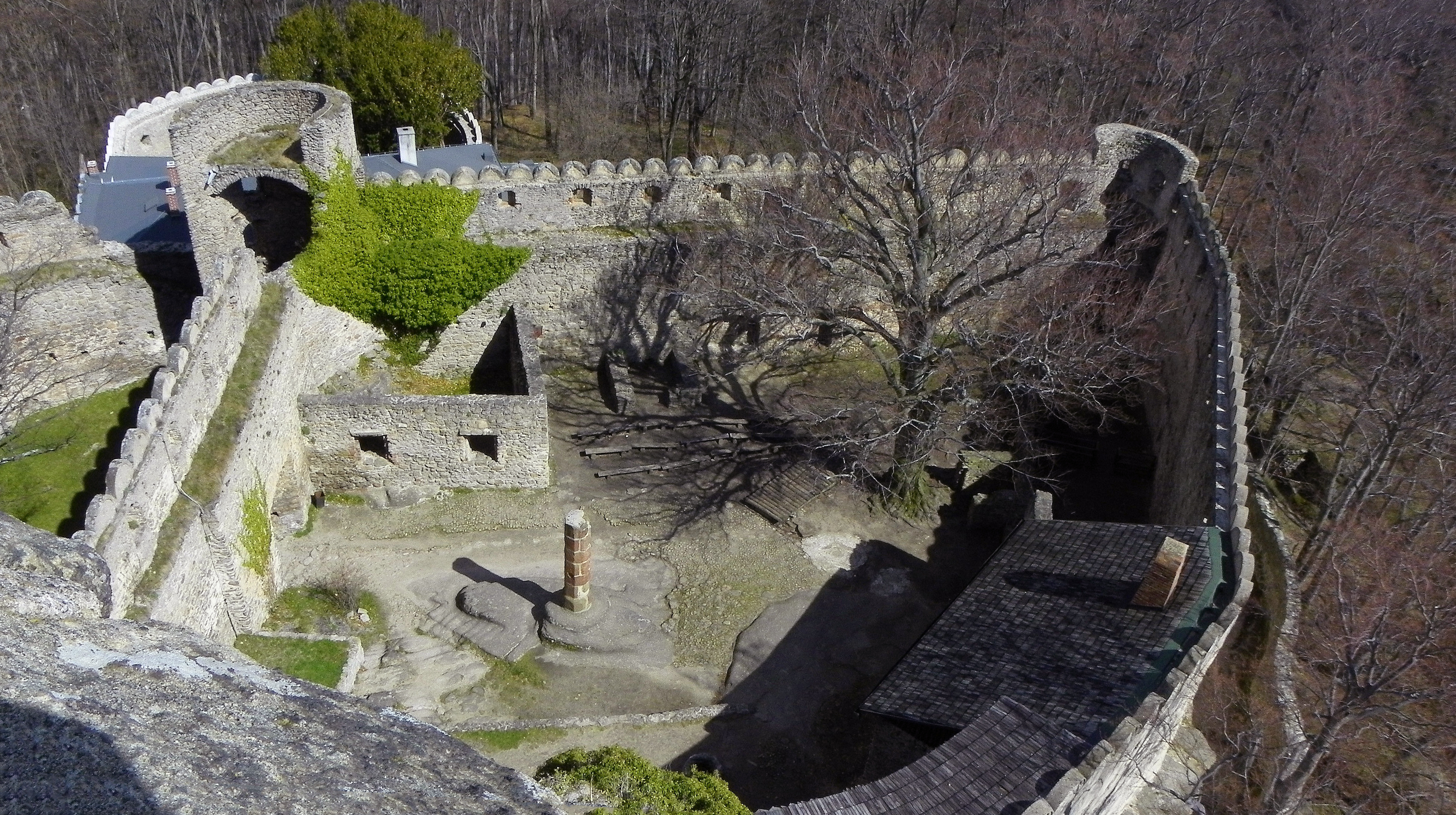
Zamek Chojnik, widok dziedzińca z wieży

Zamek Chojnik (niem. Kynast) – zabytkowy zamek usytuowany na szczycie góry Chojnik w Karkonoszach, nieopodal Jeleniej Góry-Sobieszowa. Góra ta wznosi się na wysokość 627 m n.p.m., a od jej południowo-wschodniej strony znajduje się 150-metrowe urwisko opadające do Piekielnej Doliny. Warownia znajduje się na terenie obszaru ochrony ścisłej, który jest częścią Karkonoskiego Parku Narodowego.

## Historia
Zamek murowany został wzniesiony w latach 50. XIV wieku. Pierwsza pisemna wzmianka o zamku pochodzi  z 1364 r. 9 września 1399 roku starosta księstwa świdnicko-jaworskiego Benesz z Choustnik za zgodą króla Czech Wacława IV zastawił zamek Gotsche II Schofowi zastrzegając prawo wykupu zastawu. 16 maja 1400 Gotsche II zapłacił sumę zastawną. Prawo do czerpania dochodów z zamku miał także starosta królewski. 8 października 1418 król czeski nadał synom Gotsche II dobra ojcowskie. Dokument potwierdził starosta Heinze von Laasan 5 maja 1419 roku. Od tego momentu zamek był własnością rodziny Schaffgotschów.
7 maja 1393 Gotsche II Schoff ufundował ołtarz św. Jadwigi. Prawo patronatu zachował dla siebie i swoich prawych następców.
Pierwsza większa rozbudowa zamku nastąpiła w XV wieku, kiedy to dobudowano północne skrzydło. Wtedy powstał dziedziniec na którym około 1410 roku postawiono pręgierz. W pierwszej połowie XVI wieku zapewne z powodu trwogi tureckiej dokonano kolejnej modernizacji budowli. Zamek otoczono murami ze strzelnicami dostosowanymi do użycia broni palnej. Przypuszczalnie w tym okresie po stronie wschodniej i północno-wschodniej zamku dolnego powstała kuchnia z dużym kominem, zabudowania przy bramie dolnej i w międzymurzu (dom komendanta i stajnie). Wtedy także lub nieco później wykonano sgraffitowe boniowanie elewacji, dodano półkoliste attyki i renesansową kamieniarkę. Zapewne ok. 1560 r. powstała po stronie północnej niska basteja. W latach 1588–1589 cieśla Jakob Liewig ze Szklarskiej Poręby na polecenie Johanna Ulricha Schaffgotscha podwyższył stołp o szachulcową, ósmioboczną nadbudówkę z cebulastym hełmem.
Na początku XVII w. właścicielem zamku był Hans Ulrich von Schaffgotsch. Podczas wojny trzydziestoletniej był on stronnikiem cesarza Ferdynanda II i służył w jego armii pod dowództwem Albrechta Wallensteina. Kiedy cesarz stracił zaufanie do swojego generała, w 1634 r. Hans Ulryk jako jego podwładny został aresztowany i rok później, po oskarżeniu o zdradę, ścięty. Wszystkie dobra rodzinne Schaffgotschów skonfiskowano. W 1641 r. syn Hansa Ulryka, Krzysztof Leopold, odzyskał większość utraconych dóbr w tym zamek Chojnik. Warunkiem było przejście na katolicyzm.
31 sierpnia 1675 r. podczas burzy w zamek trafił piorun. Wybuchł pożar, w którym ucierpiał zamek górny i zwieńczenie wieży. Po pożarze budowla popadła w ruinę, której już nigdy nie odbudowano. W XIX wieku zamek stał się atrakcją turystyczną odwiedzaną przez kuracjuszy z Cieplic. W 1822 r. zorganizowano pod zamkiem punkt wynajmu przewodników i tragarzy. W ruinach zamku otwarto gospodę, w której prowadzono księgi pamiątkowe. W 1823 roku wybudowano schody na wieżę. W 1860 r. adaptowano północną basteję na schronisko turystyczne.
Po II wojnie światowej zamek udostępniono już w 1945 r. Dwa lata później otwarto ponownie schronisko. Prace remontowe przeprowadzono w 1949 roku. Wówczas to urządzono także małe muzeum w tzw. salce gotyckiej schroniska. W styczniu 1963 r. z powodu groźby zawalenia zamek zamknięto. Remont rozpoczął się jesienią tego samego roku. Formalnie zakończył się dopiero 10 lat później. Już w listopadzie 1973 r. Sanepid zamknął schronisko. Po remoncie otwarto je w czerwcu 1975 r. W latach 70. XX w. wzmocniono mury wieży, a w latach 80. XX w. odbudowano kuchnię, odgruzowano dziedziniec i cysterny. Od 1991 r. na zamku odbywa się jeden z największych w Polsce turniejów kuszniczych "O Złoty Bełt Zamku Chojnik". W 1993 roku zamek stał się siedzibą Bractwa Rycerskiego Zamku Chojnik, które przejęło organizację turnieju. W latach 1993–1994  wykonano metalowe schody na wieżę i zrekonstruowano ganek straży. W 2007 r. ustawiono granitowy pomnik upamiętniający wizytę w 1956 roku Karola Wojtyły z grupą studentów.

## Architektura
Zamek Chojnik składa się z zamku dolnego otoczonego fortyfikacjami. Po stronie północnej wznosi się cylindryczna wieża, a w północno-wschodnim narożniku baszta łupinowa. Wzdłuż murów kurtynowych znajdują się budynki mieszkalne i gospodarcze. Brama łączy go z zamkiem średnim. W jego centrum znajduje się pręgierz o wysokości 3,9 m. Widoczne są pozostałości budynku mieszkalnego załogi, dawnej kuchni, cysterny na wodę i tzw. Sali sądowej. Kolejna brama łączy zamek średni z zamkiem górnym. Na nim widoczne są pozostałości późnogotyckiej kaplicy zamkowej, pałacu oraz wejście na wieżę.

## Zamek Chojnik w legendach i literaturze
Z zamkiem Chojnik związana jest legenda o księżniczce Kunegundzie, córce zamożnego właściciela zamku. O jej rękę starało się wielu zacnych rycerzy przybywających na zamek, jednakże księżniczka postawiła śmiałkom jeden warunek. Zostanie żoną tego, kto w pełnej zbroi objedzie na swoim wierzchowcu wokół murów zamkowych. Wszyscy wiedzieli, że zadanie to było niemalże niewykonalne z powodu stromych zboczy góry, jednak niejeden rycerz próbował swych sił. Wszyscy ginęli spadając w przepaść, a co mądrzejsi rezygnowali zawczasu. Wiele lat upłynęło i wielu młodzieńców straciło życie, aż na zamku pojawił się rycerz, który od razu spodobał się Kunegundzie. Chciała nawet dla niego zrezygnować ze śmiertelnej próby, ale dumny śmiałek siedząc w siodle podjął wyzwanie. Objechał zamek, a jego koń utrzymał się na urwistym szlaku. Księżniczka pospieszyła mu na powitanie. Ten jednak ani drgnął i odrzekł, iż nie chce wiązać się z Kunegundą, gdyż przez jej okrutny pomysł zginęło tylu niewinnych ludzi. Następnie odjechał, a księżniczka, nie mogąc znieść upokorzenia rzuciła się w górską przepaść. Jeden z rycerzy – ofiar okrutnej księżniczki nawiedza ponoć zamek pod postacią ducha pojawiającego się pod postacią jeźdźca na koniu.
Friedrich Schiller wykorzystał opowieść o księżniczce Kunegundzie w utworze Der Handschuh (1822). Przełożył go na polski Adam Mickiewicz nadając tytuł Rękawiczka i zmieniając imię głównej bohaterki na Marta. Theodor Körner napisał balladę Der Kynast opublikowaną pośmiertnie w 1835 roku. Friedrich Rückert jest autorem ballady Die Begrüssung auf dem Kynast. W 1946 Józef Sykulski napisał sztukę Kunegunda księżniczka na zamku Kynast. Inną wersję legendy zamieścił w opublikowanym w tym samym roku przewodniku  Piastowski zamek Chojnasty koło Jeleniej Góry. 
O Chojniku w 1872 pisał w swoim wierszu W zwaliskach Adam Chodyński. Wspomniany jest również w trylogii husyckiej Andrzeja Sapkowskiego jako siedziba rodowa Schaffów.

## Szlaki turystyczne
- do Sobieszowa przez Głazowisko,
- do Sobieszowa i do Podgórzyna Górnego,
- przez Żelazny Mostek do Podgórzyna Dolnego[8].